# Avoca Township (Illinois)
Pour les articles homonymes, voir Avoca Township.
Avoca Township est un township du comté de Livingston dans l'Illinois, aux États-Unis,.

## Source de la traduction
- (en) Cet article est partiellement ou en totalité issu de l’article de Wikipédia en anglais intitulé « Avoca Township, Livingston County, Illinois » (voir la liste des auteurs).